# Leeward Islands Air Transport
Leeward Islands Air Transport (LIAT) – antiguańsko-barbudzka linia lotnicza z siedzibą w porcie VC Bird.

## Flota
Na dzień 10 października 2019 flota przewoźnika liczyła 10 maszyn w średnim wieku 6,1 lat.
- 5 ATR 42
- 5 ATR 72